# Francis Arinze
Francis Arinze (Eziowelle, 1 de noviembre de 1932) es un cardenal nigeriano de la Iglesia católica y prefecto emérito de la Congregación para el Culto Divino y la Disciplina de los Sacramentos entre 2002 y 2008.

## Biografía
El cardenal Arinze nació en Eziowelle, estado de Anambra, Nigeria, África; perteneciente a la Arquidiócesis de Onitsha, de la cual posteriormente llegaría a ocupar su sede. Se convirtió al catolicismo desde una religión tradicional africana y fue bautizado en su noveno cumpleaños. Cursó sus estudios en el Seminario de Nuewi, Nigeria; en el Seminario de Enugu, Nigeria; en la Pontificia Universidad Urbaniana, Roma; y en la Universidad de Londres, Inglaterra. 
Fue ordenado sacerdote el 23 de noviembre de 1958, en Roma. Continuó sus estudios, de 1958 a 1961, en la misma ciudad. Sucesivamente, de 1961 a 1963, fue profesor del Seminario de Enugu; secretario regional de la educación católica en Nigeria Oriental. Continuó sus estudios en Londres de 1963 a 1964.
Arinze fue elegido Obispo titular de Fissiana y nombrado coadjutor de Onitsha, Nigeria, el 6 de julio de 1965 por el papa Pablo VI. Fue consagrado el 29 de agosto de 1965, en Onitsha, por Charles Heerey, Arzobispo de Onitsha. En 1967 fue promovido a la sede metropolitana de Onitsha. Asistió a la I Asamblea Ordinaria del Sínodo de los Obispos, Ciudad del Vaticano, del 29 de septiembre al 28 de octubre de 1967; a la I Asamblea Extraordinaria del Sínodo de los Obispos, Ciudad del Vaticano, del 11 a 28 de octubre de 1969; a la IV Asamblea Ordinaria del Sínodo de los Obispos, Ciudad del Vaticano, del 30 de septiembre a 29 de octubre de 1977. Fue presidente de la Conferencia Episcopal de Nigeria, de 1979 a 1984. Elegido vicepresidente para África de las Sociedades Bíblicas Unidas en 1982. Propresidente del Secretariado para los No Creyentes, 8 de abril de 1984. Renunció al gobierno pastoral de la arquidiócesis el 9 de marzo de 1985.
Fue creado Cardenal diácono, el 25 de mayo de 1985 por el papa Juan Pablo II; recibió la birreta roja y la diaconía de San Giovanni della Pigna. Fue presidente del Secretariado para los no creyentes, 27 de mayo de 1987. Asistió a la II Asamblea Extraordinaria del Sínodo de los Obispos, Ciudad del Vaticano, del 24 de noviembre al 8 de diciembre de 1985; a la VII Asamblea Ordinaria del Sínodo de los Obispos, Ciudad del Vaticano, 1 a 30 de octubre de 1987; a la VIII Asamblea Ordinaria del Sínodo de los Obispos, Ciudad del Vaticano, 30 de septiembre a 28 de octubre de 1990. Enviado especial del Papa a la celebración del I Centenario de la Introducción del Catolicismo en Kenia, 8 a 12 de agosto de 1991, Nairobi. Asistió a la Asamblea Especial para África del Sínodo de los Obispos, Ciudad del Vaticano, 10 de abril a 8 de mayo de 1994, fue uno de sus presidentes y además, fue elegido miembro del Consejo del Secretariado General de esa Asamblea Especial.
Asistió a la IX Asamblea Ordinaria del Sínodo de los Obispos, Ciudad del Vaticano, 2 a 29 de octubre de 1994. Enviado especial del Papa a la celebración del X Aniversario de la Visita de Juan Pablo II a Rabat, Marruecos, del 20 al 22 de octubre de 1995. Optó por el orden de los presbíteros y su diaconía fue elevada pro hac vice a título. Asistió a la Asamblea Especial para América del Sínodo de los Obispos, Ciudad del Vaticano, 16 de noviembre a 12 de diciembre de 1997; y a la II Asamblea Especial para Europa del Sínodo de los Obispos, Ciudad del Vaticano, del 1 al 23 de octubre de 1999. 
En octubre de 1999 recibió el medallón de oro del Consejo Internacional de Cristianos y Judíos por sus "destacados logros en las relaciones interreligiosas". Fue miembro del Comité para el Gran Jubileo del Año 2000.
Nombrado Presidente de la Congregación para el Culto Divino y Disciplina de los Sacramentos el 1 de octubre de 2002. Cesó como presidente del Pontificio Consejo para el Diálogo Interreligioso el 1 de octubre de 2002. Enviado especial del Papa para el III Congreso Eucarístico Nacional, Ibadán Nigeria, del 15 al 17 de noviembre de 2002. Participó en el Cónclave del 18 al 19 de abril de 2005. Reconfirmado Prefecto de la Congregación para el Culto Divino y Disciplina de los Sacramentos, el 21 de abril de 2005. 
El 25 de abril de 2005, el Papa Benedicto XVI lo promovió al orden de los obispos asignándole la sede suburbicaria de Velletri-Segni. Presidente-delegado en la XI Asamblea General Ordinaria del Sínodo de los Obispos, del 2 al 29 de octubre de 2005, en la Ciudad del Vaticano. Asistió a la XI Asamblea General Ordinaria del Sínodo de los Obispos, Ciudad del Vaticano, 2 al 23 de octubre de 2005. Miembro del consejo post-sinodal de la XI Asamblea General Ordinaria del Sínodo de los Obispos. Enviado especial del Papa al primer Congreso Eucarístico Nacional de Chad, Mundou, del 4 al 8 de enero de 2006.
El 9 de diciembre de 2008, el papa Benedicto XVI acepta su renuncia como prefecto de la Congregación para el Culto Divino y la Disciplina de los Sacramentos.
Actualmente en la Curia Romana es miembro de las Congregaciones para la Doctrina de la Fe, Causa de los Santos, Evangelización de los Pueblos; de los Pontificios Consejos para los laicos, la Unidad de los Cristianos, la Cultura; del Comité para los Congresos Eucarísticos Internacionales; del Consejo Ordinario del Secretariado del Sínodo de Obispos; Consejo Especial para África y el Consejo Especial para Líbano del Secretariado General del Sínodo de Obispos.